# باشگاه فوتبال بوداپست هونود
باشگاه فوتبال بوداپست هونود (مجاری: Budapest Honvéd FC) یک باشگاه فوتبال در شهر بوداپست، مجارستان است.
این باشگاه که در سال ۱۹۰۹ میلادی تاسیس شده سابقه ۱۴ قهرمانی در لیگ دسته اول فوتبال مجارستان و ۷ قهرمانی در جام حذفی فوتبال مجارستان را در کارنامه دارد.